# 化学物理通讯
《化学物理通讯》（Chemical Physics Letters）是一个同行评议的学术期刊，主要内容是化学物理。该期刊创建于1967年，出版商为爱思唯尔。现任主编是David Clary、M. Okumura、J. Zhang和B. Dietzek。